# Metroselskabet
Metroselskabet I/S – etableret i oktober 2007 – ejer Københavns Metro (linjerne M1, M2, Cityringen M3 og M4) og anlæg af forlængelse af Nordhavnslinjen og Sydhavnslinjen. Den daglige drift og vedligeholdelse af Københavns Metro er udliciteret til Metro Service , der blandt andet også driver metroen i Milano. 
Carsten Riis er selskabets administrerende direktør.
Selskabet ejes af Københavns Kommune (50%), staten (41,7%) og Frederiksberg Kommune (8,3%).
Ved selskabets etablering oprettedes desuden Arealudviklingsselskabet I/S, der skal forestå udviklingen af arealerne i Ørestaden og Københavns Havn samt forestå havnedriften i Københavns havn. Samtidig nedlagdes Ørestadsselskabet I/S, Frederiksbergbaneselskabet I/S og Københavns Havn A/S.

## Etableringen af selskabet
I 1992 bliver det ved vedtagelsen af Ørestadsloven i Folketinget besluttet, at der skal anlægges en letbane i København. Året efter stiftes Ørestadsselskabet for at varetage projektet. I 1995 opretter Ørestadsselskabet Frederiksbergbaneselskabet I/S og Østamagerbaneselskabet I/S i samarbejde med henholdsvis Frederiksberg Kommune og Københavns Amt. I 1996 indgås en aftale med COMET og det italienske selskab Ansaldo STS. COMET skal stå for opførelsen af Københavns Metro, og Ansaldo STS skal stå for leveringen af togsæt og styresystemer. 
I 2002 gennemføres en række test af strøm- og styresystemer, og i den forbindelse oprettes Metro Service i samarbejde med Ansaldo STS og ATM, der skal stå for den daglige vedligeholdelse og drift af metroen. 
D. 25 januar 2006 fremsætter Transport- og energiministeren, Flemming Hansen, forslag om opløsning af Østamagerbaneselskabet I/S. Det er meningen, at selskabet skal opløses og fusioneres med Ørestadsselskabet I/S pr. 1 januar 2007. Østamagerbaneselskabet I/S forslås nedlagt, da dets opgave, opførelsen af metrolinjer fra Nørreport til Vestamager og Lergravsparken, er udført som første etape i metroplanerne, gennemført i 2002. 
D. 20 juni 2007 godkender Konkurrencestyrelsen oprettelsen af Metroselskabet I/S som et joint venture mellem Transport- og Energiministeriet, Københavns Kommune og Frederiksberg Kommune. Ved samme lejlighed oprettes Arealudviklingsselskabet I/S. Det lader sig gøre ved vedtagelsen af lov nr. 551, "Lov om Metroselskabet I/S og Arealudviklingsselskabet I/S". Etableringen af Metroselskabet I/S skete i forbindelse med en fusion mellem de tidligere oprettede Ørestadsselskabet I/S og Frederiksbergbaneselskabet I/S, der skulle gøre det lettere at anlægge cityringen, da den ville kræve oprettelse af stationer i begge disse selskabers områder. Samtidig ville en fusion også gøre det lettere at anlægge tredje etape af metrobyggeriet, Nørreport-Lufthavnen. I forbindelse med loven og godkendelsen fra Konkurrencestyrelsen blev det overordnede ansvar for driften og vedligeholdelsen af metroen også overdraget til Metroselskabet.

## Metroselskabets ledelse

### Metroselskabets direktørgruppe
- Administrerende direktør: Carsten Riis
- Teknisk direktør: Erik Skotting
- Kundedirektør: Rebekka Nymark
- Plan- og Arbejdsmarkedsdirektør: Hanne Tærsbøl Schmidt[5]

### Metroselskabets bestyrelse
Metroselskabets bestyrelse som består af 9 medlemmer, hvoraf 2 er fra metroselskabet selv og de resterende 7 medlemmer er fra staten, Københavns og Frederiksberg Kommune. Staten har 3 repræsentanter i bestyrelsen, Københavns Kommune ligeledes 3, og Frederiksberg Kommune 1 repræsentant. Hertil kommer 2 medarbejderrepræsentanter fra Metroselskabet.
- Formand: Jørn Neergaard Larsen
- Næstformand: Jonas Bjørn Jensen, udpeget af Københavns Kommune, Medlem af Københavns Borgerrepræsentation
- Næstformand: Michael Vindfeldt, udpeget af Frederiksberg Kommune, Borgmester Frederiksberg Kommune
- Birgitte Brinch Madsen, tidligere CTO – Member of the Senior Management Team Maersk FPSO og direktør i COWI
- Harald Børsting, formand for LO, tidligere tillidsmand og LO-sekretær
- Helle Bonnesen, udpeget af Københavns Kommune, medlem af Københavns Borgerrepræsentation
- Troels Christian Jakobsen, udpeget af Københavns Kommune
- Kirsten Eljena Thomsen, valgt af medarbejderne i Metroselskabet
- Anette Alm, valgt af medarbejderne i Metroselskabet
- Lone Loklindt (suppleant)